# Gerecht voor ambtenarenzaken van het Internationaal Monetair Fonds
Het Gerecht voor ambtenarenzaken van het Internationaal Monetair Fonds (Engels: International Monetary Fund Administrative Tribunal of IMFAT) is een gerechtshof inzake arbeidsrechtelijke geschillen rond de circa 2.500 medewerkers van het Internationaal Monetair Fonds (IMF). Het gerecht werd op 13 januari 1994 in het leven geroepen en kent met terugwerkende kracht een jurisdictie tot 15 oktober 1992. Het gerecht is gevestigd in Washington D.C.
Aan het gerecht zijn vijf rechters verbonden die uit de lidstaten van het IMF afkomstig zijn. De rechters hebben een ambtstermijn van vier jaar en kunnen tweemaal herkozen worden. Sinds de start in 1994 was Steve Schwebel uit de Verenigde Staten de president van het gerecht. Hij werd begin 2011 opgevolgd door Catherine O'Regan uit Zuid-Afrika. De overige rechters zijn momenteel Andrés Rigo Sureda (Spanje), Jan Paulsson (Zweden/Frankrijk), Edith Brown Weiss (Verenigde Staten) en Francisco Orrego Vicuña (Chili).